# Theodore Schultz
Theodore William Schultz (30. dubna 1902 – 26. února 1998) byl americký ekonom, který v roce 1979 spolu s Arthurem Lewisem získal Cenu Švédské národní banky za rozvoj ekonomické vědy na památku Alfreda Nobela za „průkopnický výzkum ekonomického rozvoje se zvláštním zřetelem na problémy rozvojových zemí“.